# Новосёловы

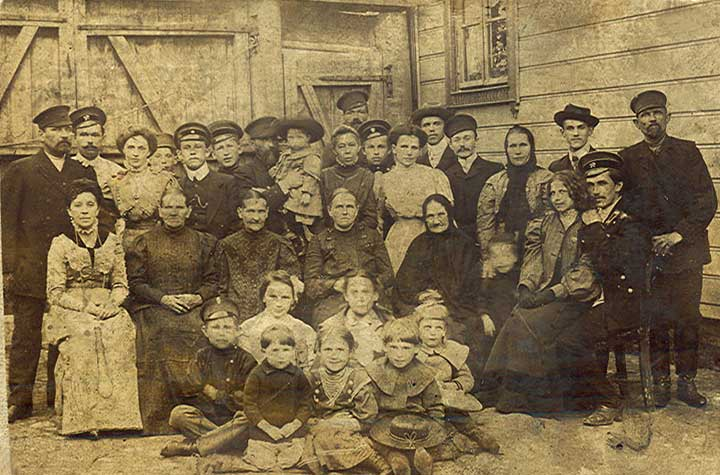
Новосёловы в мае 1910 года

Новосёловы — купеческая династия города Дмитрова Московской области. Первые упоминания о представителях этой семьи относятся к концу XVII века.

## История
Первые упоминания о Новосёловых найдены в «Переписной книге Дмитрова и уезда…», книга датируется 1678 годом. Там упоминается, что в Спасской слободе живет «Ивашко Яковлев сын Новосёлов», у которого двое детей. Существует предположение, что эта семья переехала в Дмитров.
В 1719 году упоминается уже про существование четырех семей с такой фамилией, которые проживали в слободах Дмитрова.
До 1750-х годов нет упоминаний о Новосёловых как о купцах или ремесленниках, в то время они занимались наемной работой. А вот начиная с 1750-х годов некоторые Новосёловы стали купцами, ведущими мелкую торговлю.
Егор Ильич Новосёлов родился в 1819 году. Его сын, Алексей Егорович Новосёлов, появился на свет в 1858 году. Он был то представителем мещанского, то купеческого сословия. В 1870 году он окончил Дмитровское уездное училище. В более зрелом возрасте он входит в состав городских уполномоченных как купец. Алексей Егорович был владельцем лавок, постоялого двора, торговал бакалейным товаром, тканями, газетами . В 1890 годах А. Е. Новоселов был городским уполномоченным. Он занимал должность смотрителя городской Тугариновской богадельни. Был библиотекарем городской «Александровской» общественной библиотеки.
Дом Алексея Егоровича расположен на Благовещенской улице неподалеку от Сретенской церкви.
Алексей Егорович Новосёлов женился на Марии Егоровне Ложкиной, родившейся в 1858 году. Мария была правнучкой Константина Егоровича Ложкина. У нее был брат А. О. Ложкин. У пары было 9 детей:
- Георгий (1882—1926);
- Валентина (1883—1922);
- Ирина (1886—1930);
- Маргарита (1888 — умерла в 1888 или в 1889);
- Диомид (1889—1941);
- Анатолий (1891—1914);
- Вячеслав (1894—1969);
- Александра (1897—1983);
- Валерий (1899—1954)[1].

| - Алексей Егорович и Мария Егоровна Новосёловы. Дмитров. 1881 год - Алексей Егорович Новосёлов 1909 год - Обложка дневника А.Е. Новоселова - Страница из дневника А.Е. Новосёлова |

На Кропоткинской улице есть дом Новосёловых, который является памятником архитектуры федерального значения.
Это единственный дом Новосёловых, который сохранился до нашего времени, хотя таких строений в Дмитрове было несколько. Дом построили в 1842 году. Это одноэтажное деревянное здание в стиле ампир.